# Dicranomyia clivicola
Dicranomyia clivicola är en tvåvingeart som beskrevs av Paul Gustav Eduard Speiser 1909.
Dicranomyia clivicola ingår i släktet Dicranomyia och familjen småharkrankar. Inga underarter finns listade i Catalogue of Life.